# 海原お浜・小浜
海原お浜・小浜（うなばらおはま・こはま）は、上方の女流漫才師である。戦後は道頓堀角座などの松竹系の劇場やトップホットシアター等に出演。

## メンバー
- 海原お浜（うなばら おはま、本名：梅本キミコ。1916年5月22日 - 1994年9月12日（78歳没））岡山県高梁市出身。

オク目で長身。
- 海原小浜（うなばら こはま、本名：田中桃江。1923年4月15日 - 2015年12月24日（92歳没））岡山県高梁市出身。浪曲師の石川玉若は夫。

肌が白く小柄。幼少から芸人であったために踊りや三味線に堪能であったが、漫才中にはほとんど披露する事はなかった。実の孫に漫才師の海原やすよ・ともこ（姉妹）がいる。

## 来歴
小浜は1923年4月15日備中高梁（岡山県高梁市）で誕生する。幼少時に父が亡くなり母と二人暮らしとなる。子供の頃、地元の芝居小屋に一座が来るのを楽しみで毎晩見に行き演者より先にセリフを喋るほど物覚がよく小屋主を困らせるが、その小屋主の勧めで月の家桃子として4歳で子供座長デビュー、母が後見人となり舞台などで活躍していたが母が死去し義理の父に育てられる。義父も死去しすでに一座の座長だった小浜が、当時17歳の叔母のお浜を後見人として一座を再結成する。
1933年コンビ「ハッピー姉妹」結成。奈良県大和高田市の高田劇場でデビュー。戦前・戦時中の敵性語忌避の風潮により、「愛国お浜・小浜」と改称。後「さざ波お浜・小浜」から「海原お浜・小浜」となった。戦中、戦後は地方をドサ回りをする。
この頃はかなりの冷遇を受け、営業先の宿泊先が藁が敷いてあるだけの牛小屋だったり、ギャラも交通費と食事代だけだったりした時もあった。
その後、大阪・西成区の「てんのじ村」を拠点とし地方の余興などで舞台に出る、後にNHK上方演芸会の番組のスタッフでもあった宝塚新藝座の漫才作家秋田實に見出され、秋田によって書き下ろしたロマンスシリーズなどで人気を博す。
1967年、上方漫才大賞の大賞を受賞、1975年には上方お笑い大賞の大賞を受賞。この頃前後してお浜の目に違和感を覚えるようになり上方お笑い大賞をきっかけに引退を示唆する発言をするも周囲の説得で慰留する。
1976年、お浜が白内障による引退を正式に決意しコンビ解消、1978年5月17日のサンケイホール（現在のサンケイホールブリーゼ）にてサヨナラ公演を行った（司会は上岡龍太郎、そのほかにも関西芸人が多数駆け付けた）。リサイタルはテレビで放送された。お浜は引退後、守口市で『お浜・小浜の海原家具』を長年経営に携わる（閉店。お浜は1994年に死去）。
小浜はその後司会者・タレントとして活躍。2001年12月に左小脳内出血、翌年に右大腿部骨折で入院と病気が重なったが懸命のリハビリで2003年5月に復帰した。その後も舞台やラジオなどにゲスト出演していたが、家族の意向もあり次第に自宅で療養し引退状態となった。（所属事務所はケーエープロダクションであったが2010年4月現在の公式HPのタレント一覧には掲載されなくなっていた）
小浜は第10回（2005年度） 、上方演芸の殿堂入りを果たした。その際に小浜は「最近の若手は勉強が足りん」と辛口なコメントを残した。
小浜は浪曲師の石川玉若と結婚し一男一女を授かる。長男は海原かける・めぐるのかける（めぐるの名は二代有り、初代が後の玄ゴローで二代が後の池乃めだか）。
小浜は2015年12月24日に死去、葬儀・告別式は近親者により行われたことが12月28日に明らかになった。

## テレビ・ラジオ・ドラマ
- 「チンドンヤ万才」（1961年、読売テレビ）
- 「夫婦百景」（1961年、読売テレビ）
- 「お浜・小浜の千客万来」（1965年 - 1972年 毎日放送）
- そらゆけ電話と歌謡曲 お知恵拝借（朝日放送ラジオ）
- 「海原小浜のドーンとしゃべって90分」（1975年から後に「海原小浜の太陽におはよう」とタイトルを変え1995年まで、ラジオ関西）ラジオ関西の土曜の朝の顔として長らく活躍。
- 「霊感ヤマカン第六感」（1974年 - 1984年、朝日放送）
- 「夫婦でドンピシャ!」（1976年 - 1982年、朝日放送）
- 「おてんば人生」（1978年、日本テレビ）
- 「2時のワイドショー」（1979年 -1992年、読売テレビ）
- 「日本名作怪談劇場」第6話「怪談 利根の渡」（1979年、12ch）
- 「大奥」（1983年、関西テレビ）
- 「ライオンのいただきます」（1984年 - 1990年、フジテレビ）
- 「わが歌ブギウギ」（1987年、NHK）
- 「部長刑事」（1980年10月25日、朝日放送）
- 「見上げればいつも青空」（1987年、読売テレビ）
- 「土曜ワイド劇場・幻の船連続殺人・東京エリート刑事VS大阪根性刑事」（1988年3月19日、朝日放送）
- 「古代舞の女　奈良古墳殺人事件　クロマメ刑事が飛鳥を走る」（1988年6月18日、朝日放送）
- 「いっしょに住もうよ」（1991年6月23日、毎日放送）
- 「ああ重度痴呆病棟」（1991年、福岡放送）
- 「許さへんで悪質商法」（1991年、毎日放送）[3]
- 「ヒロイン! なにわボンバーズ」
- 「京都大好きラジオ」（1998年4月 - 1999年3月、KBS京都） - 火曜日担当
- 「真夏のクリスマス」（2000年、TBS）
- 「オクト暮らしのショッピング」

他多数

## 受賞
- 1967年 上方漫才大賞大賞
- 1975年 上方お笑い大賞大賞
- 1995年  大阪市市民表彰・文化功労賞

## 関連人物・海原一門
一門
- 海原かける・めぐる（かけるは小浜の息子。めぐるの名は二代有り、初代が後の玄ゴローで二代が後の池乃めだか）
- 海原はるか・かなた
- 海原千里・万里（千里は後の上沼恵美子）
- 海原さおり・しおり

血縁者
- 海原やすよ・ともこ（ともに海原かけるの娘、小浜の孫。師匠は中田ボタン）

その他
- バラク・オバマ - 大統領当選直後名前が似ていたため一時話題に挙がった。清水圭は「海原 お浜・オバマ・小浜」というTシャツまで製作した。